# Sojitz Corporation
Sojitz (Em inglês: Sojitz Corporation, Em japonês: 双日株式会社 | Romanização: Sōjitsu Kabushiki-gaisha) é um conglomerado japonês situado em Tóquio que atua em diversos ramos industriais. Foi criado em 2003 com a fusão dos grupos Nissho Iwai Corporation (日商岩井株式会社, Nisshō Iwai Kabushiki-gaisha) e Nichimen Corporation (ニチメン株式会社, Nichimen Kabushiki-gaisha). O nome "Sojitz" é derivado dos nomes de Nissho Iwai e Nichimen, ambos os quais incluem o caractere "日" (sol). "Sojitz" significa literalmente "sóis gêmeos", significa uma fusão de igualdade entre as duas empresas. O logotipo corporativo é uma versão estilizada do kanji de sol ("日").
Sojitz está associada a uma vasta gama de negócios globalmente, incluindo comércio internacional: importação e exportação de mercadorias, desenvolvimento de negócios, manufatura e revenda de produtos, gerenciamento internacional de serviços de planejamento e coordenação de projetos no Japão e no exterior, serviços logísticos: transporte, seguro e liberação alfandegaria. Sojitz também investe em vários setores e conduz atividades financeiras. A vasta escala de setores que a Sojitz opera inclui automóveis, aeronaves, infraestrutura médica, usinas, energia, recursos minerais, químicos, alimentícios, agrícolas e florestais, bens de consumo e plantas industriais.

## História

### Nichimen
Começando por volta de 1878 , o Governo Japonês promoveu o desenvolvimento de fiação de algodão, que tinha como significado inicial o desenvolvimento da indústria moderna no Japão  na sequência da Restauração Meiji. O suprimento nativo de algodão cru do Japão se mostrou inadequado para atender à demanda, e havia apenas um importador japonês de algodão cru na época, tornando a indústria altamente dependente de comerciantes estrangeiros. Para melhorar essa situação, um grupo de empresas de fiação estabeleceu Japan Cotton Trading Co., Ltd. (日本綿花株式会社, Nippon Menka Kabushiki Kaisha) em Osaka em 1892 sob a liderança de Tsuneki Sano, um antigo oficial do governo de 38 anos.
Após a Guerra Russo-Japonesa, a Nichimen expandiu seus negócios de importação. A empresa iniciou operações de fiação de algodão no Kwantung Leased Territory e estabeleceu escritórios na China, Coréia, Alemanha, Itália e no Reino Unido para abastecer os mercados locais. Em 1910, Nichimen abriu uma subsidiária em Fort Worth, Texas para ingressar no comércio de algodão cru nos Estados Unidos. Primeira Guerra Mundial pressionou o suprimento de algodão na Europa, aumentando ainda mais os negócios internacionais da Nichimen. No final da década de 1910, a empresa expandiu-se para a América do Sul e África, comercializando algodão e lã, produtos alimentícios e máquinas.
A Grande Depressão prejudicou os negócios de algodão da Nichimen, estimulando a diversificação da empresa, além do algodão, para o comércio de seda e outros materiais. Durante a Segunda Guerra Mundial, Nichimen foi convocado pelos militares japoneses para gerenciar a produção de farinha, fósforos e amido. A empresa mudou seu nome para Nichimen Enterprise (Nichimen Jitsugyo) em 1943 para refletir seus negócios mais diversificados.
As maiores empresas comerciais de zaibatsu foram desmanteladas após a guerra, dando a Nichimen uma liderança inicial entre os "sogo shosha" na década de 1950 e uma participação de seis por cento do comércio exterior japonês em 1958. Nichimen tornou-se estreitamente afiliado ao Sanwa Bank, sediado em Osaka, em 1955, que financiava todos os negócios domésticos da Nichimen. Nichimen não era a principal empresa comercial da Sanwa keiretsu, pois essa posição já era ocupada pela Iwai & Co. Nichimen Jitsugyo.
Em 1970, a Nichimen estava comercializando aço, eletrônicos, veículos automotores e fibras, além de têxteis. Nichimen atuou como parceiro da Nabisco quando iniciou suas operações no Japão na década de 1970. A Nichimen Co., Ltd. mudou seu nome para Nichimen Corporation em 1982. Nichimen, como outro sogo shosha, foi duramente atingido pelo colapso da bolha japonesa de preços de ativos no início dos anos 90, e posteriormente fez uma mudança estratégica dos negócios "suaves" de madeira, alimentos e produtos químicos para o negócio "duro" de máquinas, aço e construção.

### Nissho Iwai
A Nissho Iwai foi formada em 1968 pela fusão da Nissho Company e da Iwai Sangyo Company.
Nissho Company foi fundada em Kobe em 1902 como Suzuki & Company sob a liderança de Iwajiro Suzuki e Naokichi Kaneko. Suzuki era originalmente uma empresa comercializadora de açúcar, mas depois diversificou-se em farinha, aço, tabaco, cerveja, seguros, transporte e construção naval; tornou-se o segundo membro japonês da Bolsa do Báltico em Londres. Iwai & Company foi fundada como uma empresa de comércio de aço em 1901 e apoiou várias empresas proeminentes do grupo, incluindo Daicel, Nisshin Steel, Tokuyama Soda, Kansai Paint e Fujifilm. Mudou seu nome para Iwai Sangyo Company em 1943.
Ambas Nissho e Iwai surgiram como empresas de comércio de metais e máquinas após a Segunda Guerra Mundial, mas eram significativamente menores que os quatro maiores concorrentes do sogo shosha (Mitsubishi Corporation, Mitsui & Co., Itochu, e Marubeni). Iwai foi mal administrada após a guerra e estava à beira da falência no início dos anos 1960, enquanto Nissho estava lucrando e se expandia com sucesso no exterior. O governo japonês dirigiu a fusão das duas empresas em 1968, formando a quinta maior empresa comercial do Japão (voltando ao sexto lugar em 1972, atrás da Sumitomo Corporation).
O Banco Sanwa desempenhou um papel importante na fusão das duas empresas e a empresa combinada se tornou o braço comercial do Grupo Sanwa keiretsu.
Nissho Iwai esteve envolvida em um escândalo de corrupção em 1979, depois de repassar um suborno de 500 milhões de ienes de McDonnell Douglas ao diretor geral do Ministério da Defesa (Japão), na tentativa de influenciar a venda de aeronaves F-4 Phantom para a Força Aérea de Autodefesa do Japão. Após o escândalo, um executivo de Nissho Iwai cometeu suicídio pulando do prédio da sede da empresa. O escândalo foi descoberto apenas três anos depois de um escândalo semelhante envolvendo a Lockheed Corporoção e Marubeni conspirando para subornar o Primeiro Ministro Kakuei Tanaka.
Nos anos seguintes, a empresa teve um forte foco no comércio de gás natural liquefeito e no aço, bem como no desenvolvimento de projetos industriais.

### A fusão
Em abril de 2003, a Nichimen Corporation e a Nissho Iwai Corporation fundiram-se em uma só empresa, integrando seus negócios no ano seguinte para se tornar o Grupo Sojitz.
Nichimen e Nissho traçaram sua história até três titãs de empresas comerciais que desempenharam um papel fundamental no desenvolvimento do Japão moderno. Essas empresas comerciais existiram, de alguma forma, durante a abertura do Japão, a Revolução Industrial das Eras Meiji e Taisho, a recuperação pós-guerra do país e seu rápido crescimento depois: Japan Cotton Trading Co., Ltd.; Iwai & Co., Ltd. e Suzuki & Co., Ltd.

### No Brasil
Por mais de 150 anos, Sojitz ajudou a apoiar o desenvolvimento de inúmeros países e regiões.
| Linha do tempo | Linha do tempo |
| -------------- | --- |
| 1950           | Estabeleceu escritórios em São Paulo e no Rio de Janeiro. |
| 1955           | Se tornou a primeira empresa a exportar minério de ferro para o Japão. |
| 1965           | Concluiu contrato de longo prazo com empresas siderúrgicas japonesas; Efetuou melhorias no porto de minério de ferro de Tubarão (cidade), através de financiamento junto ao governo do Japão; Desenvolveu negócios de longo prazo com a CVRD (atual Vale S.A.) por mais de 50 anos ~ Total acumulado de exportação ao Japão: 25 milhões de toneladas.       |
| 1970           | Participação acionária no polo petroquímico de Camaçari juntamente com a Petrobras, Odebrecht (atual Novonor) e outras empresas. |
| 1980           | Estabeleceu sistema de bolsa de estudos em Química na Universidade Federal da Bahia. |
| 1990           | Forneceu financiamento de longo prazo para Petrobras para plataformas offshore (financiamento total de JPY 120 bilhões); Investiu no Campo de Frade na Bacia de Campos juntamente com Texaco (atual Chevron), através da apresentação feita pela Petrobras (fase exploratória); Participou no Campo de Petróleo Abacora juntamente com a Petrobras e Inpex. |
| 2001           | Indicada pela Petrobras para REFAB – Projeto de Modernização de Refinaria (valor total do projeto de US$ 311 milhões) ~ Providenciou JBIC / Compradores de Crédito para Petrobras (US$ 264 milhões). |
| 2002           | Braskem através da reorganização estabeleceu sua indústria petroquímica no Brasil ~ Sojitz se tornou a maior acionista estrangeira neste ano através da fusão da Trikem/Poliaden pela Braskem. |
| 2007           | Estabeleceu ETH Bionergia S.A. juntamente com Odebrecht para iniciar a produção de Bioetanol e açúcar, bem como negócio de geração de energia por biomassa; Sojitz foi nomeada pela subsidiária da Petrobras, a CITEPE, para construção do projeto de maior planta têxtil da América do Sul (total de 13 Bilhões de JPY).                                   |
| 2008           | Concluiu acordo de compra de longo prazo de Bio-ETBE com Braskem. |
| 2009           | Iniciou produção de petróleo no Campo de Frade em operação conjunta com Petrobras/Chevron/Inpex/Jomec ~ Primeira Produção de Campo de Petróleo Brasileiro por Empresa Japonesa. |
| 2011           | Participou no investimento misto na CBMM, produtora Brasileira de Nióbio, através da parceria Japão-Coreia com JFE Steel/Nippon Steel/JoGMEC, POSCO e NPS. Concluiu contrato de compra de longo prazo de Butadieno com Braskem. |
| 2012           | Adquiriu da Braskem os direitos de vendas na Ásia de resinas de polietileno verde (base Etanol de cana-de-açúcar). |
| 2014           | Investimento no Grupo CGG, empresa especializada na movimentação de grãos a granel e operação de terminal em janeiro/2014. |
| 2015           | Entrada no mercado de vendas de automóveis e motocicletas, com a Top Car Veículos S.A., no Estado de Santa Catarina, com as marcas BMW e Mini. |
| 2018           | Entrada no mercado de vendas de automóveis, com a Intercontinental Comércio de Veículos S.A., no Estado do Rio Grande do Sul, com a marca Audi. |

### Operações atuais
Hoje, o Grupo Sojitz consiste em aproximadamente 440 subsidiárias e afiliadas localizadas no Japão e em todo o mundo, e está desenvolvendo suas operações gerais de empresa de comércio geral em aproximadamente 50 países e regiões em todo o mundo.
A Sojitz (por meio de sua subsidiária Sojitz Aerospace Company) é a maior vendedora de aeronaves comerciais no Japão, pois atua como agente de vendas para a Boeing e a Bombardier Aerospace. Distribui automóveis da Mitsubishi e Hyundai, além de desenvolver e operar usinas de energia, plantas industriais em vários países.  Em 2013, recebeu um pedido para desenvolver uma seção do Western Dedicated Freight Corridor entre Delhi e Mumbai na Índia. A Sojitz Aerospace Company também atua como braço principal da Sojitz para negócios relacionados à defesa.
A Sojitz possui concessões de petróleo e gás natural no Mar do Norte, Golfo do México, Catar, Gabão, Egito e Brasil. Possui a maior parte da Mina de Carvão de Minerva, na Austrália, e distribui combustível nuclear no Japão, para Orano.
Suas operações no setor de produtos químicos incluem a produção de metanol na Indonésia, mineração de barita no México e comércio de sal industrial em vários mercados em todo o mundo. Em novembro de 2010, assinou um acordo com a empresa de mineração de terras raras australiana Lynas para importar US$ 350 milhões em minerais de terras raras da mina de Lynas em Mount Weld, na Austrália.
Suas operações comerciais incluem comércio de grãos, ração, açúcar, café, peixe, madeira e papel. Ela possui os direitos japoneses de várias marcas de consumo, como Eastpak e McGregor.

## Aquisição da ADV Films
Em junho de 2006, Sojitz adquiriu o distribuidor de anime americano ADV Films. Isso foi feito como um meio de adquirir mais títulos no mercado japonês. Desse ponto em diante, praticamente todos os títulos adquiridos pela ADV foram com a ajuda de Sojitz. No entanto, em janeiro de 2008, a ADV removeu um grande número de títulos do site. Todos os títulos removidos foram adquiridos desde a colaboração de Sojitz, incluindo Tengen Toppa Gurren-Lagann. 
Em maio de 2008, Gurren Lagann foi licenciado pela Bandai Namco Entertainment.
Os títulos removidos do site da ADV são os seguintes:
- 009-1
- 5 Centímetros por Segundo
- Ah! Megami-sama: Sorezore no Tsubasa
- Air Gear (filme de 2005) e Air (Visual Novel)
- Gokujou Seitokai
- Shin Angyo Onshi
- Comic Party Revolution
- Coyote Ragtime Show
- Devil May Cry (anime)
- Tengen Toppa Gurren-Lagann
- A Live Action de horror Ghost Train(2006)
- Guyver
- Innocent Venus
- King of Bandit Jing in Seventh Heaven
- Jinki: Extend
- Kurau: Phantom Memory
- Le Chevalier D'Eon
- Magikano
- Moeyo Ken
- Moonlight Mile
- Nerima Daikon Brothers
- Pani Poni Dash!
- Project Blue Earth SOS
- Pumpkin Scissors
- Red Garden
- Tokyo Majin
- UFO Ultramaiden Valkyrie
- O primeiro anime de Utawarerumono
- Venus vs. Virus
- O mangá de The Wallflower
- Bem-vindo à N.H.K.
- Xenosaga: The Animation

Em julho de 2008, Funimation anunciou a aquisição de trinta desses títulos.